# Stelis carnifex
Stelis carnifex är en biart som beskrevs av Cockerell 1911. Stelis carnifex ingår i släktet pansarbin, och familjen buksamlarbin. Inga underarter finns listade i Catalogue of Life.